# Noblesse arménienne

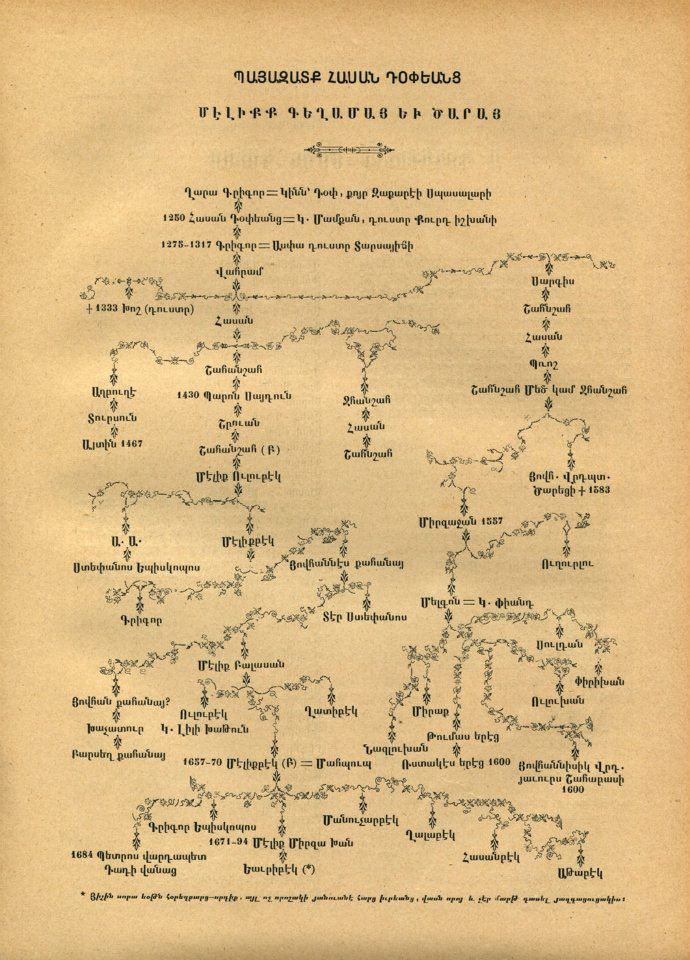
Arbre généalogique de la famille Dopyan selon Ghevond Alishan,

La noblesse arménienne (en arménien Հայ ազնվականություն, Hay aznvakanutiun) est la classe supérieure de l'antique royaume d'Arménie et de l'Arménie médiévale. Les membres de cette noblesse étaient répartis entre nakharark et azatk (en). Les familles nobles étant souvent rivales, leur histoire est un jeu complexe d'alliances, de rivalités, de mariages entre familles nobles, de prise de pouvoir, de renversements royaux.

## Histoire
Ils ont joué un rôle important dans l'histoire arménienne. Ce phénomène commence à apparaître explicitement vers les premiers temps du christianisme. Ces nobles peuvent se distinguer par leur charge officielle, tels le sparapet (« généralissime »), l’aspet (en) (« commandant de la cavalerie »), le thagadir (« porte-couronne ») ou l’hazarapet (« sénéchal ») ; ils sont tantôt des princes régnant sur une région ou sur un mini-royaume, ou bien encore des rois. Ces situations changent au cours des siècles selon le contexte politique, par exemple, du temps du marzpanat d'Arménie, les Mamikonian étaient puissants, alors que, plusieurs siècles après, ce sont les Bagratides qui évincent les autres familles en rayonnement (ils sont rois du royaume d'Ani, et les Mamikonian déclinent). Ce concept dura principalement au cours de l'Antiquité tardive et du Moyen Âge, mais se retrouve également dans le contexte du royaume arménien de Cilicie ou des mélikats du Karabagh. Certaines familles nobles existent par ailleurs encore.

## Liste des familles nobles

### Grande-Arménie antique et médiévale
Voici quelques-unes des principales familles, dont le rang était fixé par le Gahnamak (« registre du trône »). Cette liste est cependant incomplète :
- Amatouni
- Apahouni
- Arçrouni
- Aršakouni
- Artašesian
- Bagratouni
- Bznouni
- Ervandouni
- Gnouni
- Kamsarakan
- Mamikonian
- Manavazian
- Ordouni
- Rechtouni
- Siouni
- Varažnouni

### Royaume arménien de Cilicie
Cette liste est incomplète, de nombreuses autres familles nobles sont également recensées
- Héthoumides
- Roupénides

### Grande-Arménie à la fin du Moyen Âge
Cette liste est incomplète, de nombreuses autres familles nobles sont également recensées
- Orbélian
- Zakarian